# Campeonato Uruguayo de Primera División 1956
El Campeonato Uruguayo 1956 fue el 52° torneo de Primera División del fútbol uruguayo, correspondiente al año 1956. Contó con la participación de 10 equipos, los cuales se enfrentaron en sistema de todos contra todos a dos ruedas.
El campeón fue el Club Nacional de Football, que se alzó con su vigésimo cuarto título de Primera División y el segundo consecutivo.
En la parte baja de la tabla descendió a Segunda división Sud América por obtener la menor cantidad de puntos.

## Participantes

### Ascensos y descensos
| Equipo | Ascendido como                      |
| ------ | ----------------------------------- |
| Racing | Campeón de la Segunda División 1955 |

| Equipo      | Descendido como           |
| ----------- | ------------------------- |
| River Plate | 10° Primera División 1955 |

## Campeonato

### Tabla de posiciones
| Pos. | Equipo               | PJ | PG | PE | PP | GF | GC | Dif. | Pts. |
| ---- | -------------------- | -- | -- | -- | -- | -- | -- | ---- | ---- |
| 1º   | Nacional             | 18 | 15 | 2  | 1  | 54 | 19 | +35  | 32   |
| 2º   | Peñarol              | 18 | 13 | 3  | 2  | 50 | 17 | +33  | 29   |
| 3º   | Cerro                | 18 | 10 | 4  | 4  | 42 | 30 | +12  | 24   |
| 4º   | Defensor             | 18 | 6  | 6  | 6  | 34 | 33 | +1   | 18   |
| 5º   | Montevideo Wanderers | 18 | 3  | 9  | 6  | 16 | 23 | -7   | 15   |
| 6º   | Liverpool            | 18 | 6  | 3  | 9  | 31 | 40 | -9   | 15   |
| 7º   | Rampla Juniors       | 18 | 3  | 8  | 7  | 29 | 35 | -6   | 14   |
| 8º   | Danubio              | 18 | 6  | 2  | 10 | 19 | 33 | -14  | 14   |
| 9º   | Racing               | 18 | 5  | 3  | 10 | 25 | 45 | -20  | 13   |
| 10º  | Sud América          | 18 | 1  | 4  | 13 | 18 | 43 | -25  | 6    |

|  | Campeón Uruguayo.             |
|  | Desciende a Segunda División. |

|                                             |
| Uruguay                                     |
| Campeón Uruguayo 1956 Nacional 24.to título |

### Fixture
| Nacional       | 3-0 | Cerro                |
| Peñarol        | 7-1 | Racing               |
| Rampla Juniors | 0-0 | Montevideo Wanderers |
| Defensor       | 2-0 | Danubio              |
| Liverpool      | 2-1 | Sud América          |

| Peñarol  | 2-1 | Rampla Juniors       |
| Nacional | 3-1 | Montevideo Wanderers |
| Cerro    | 2-1 | Sud América          |
| Defensor | 3-1 | Liverpool            |
| Danubio  | 4-1 | Racing               |

| Nacional             | 3-0 | Danubio     |
| Peñarol              | 2-2 | Defensor    |
| Montevideo Wanderers | 1-0 | Liverpool   |
| Racing               | 2-0 | Cerro       |
| Rampla Juniors       | 2-0 | Sud América |

| Peñarol  | 3-0 | Sud América          |
| Racing   | 3-2 | Montevideo Wanderers |
| Defensor | 3-3 | Rampla Juniors       |
| Cerro    | 1-0 | Danubio              |
| Nacional | 4-3 | Liverpool            |

| Nacional             | 3-2 | Defensor       |
| Peñarol              | 4-0 | Danubio        |
| Cerro                | 2-0 | Rampla Juniors |
| Liverpool            | 2-2 | Racing         |
| Montevideo Wanderers | 2-2 | Sud América    |

| Peñarol              | 5-1 | Liverpool   |
| Nacional             | 5-1 | Sud América |
| Rampla Juniors       | 4-1 | Danubio     |
| Defensor             | 2-1 | Racing      |
| Montevideo Wanderers | 2-2 | Cerro       |

| Cerro                | 2-1 | Peñarol        |
| Sud América          | 2-1 | Defensor       |
| Montevideo Wanderers | 0-0 | Danubio        |
| Liverpool            | 4-1 | Rampla Juniors |
| Nacional             | 2-1 | Racing         |

| Cerro                | 4-1 | Liverpool   |
| Rampla Juniors       | 2-2 | Racing      |
| Montevideo Wanderers | 1-1 | Defensor    |
| Peñarol              | 3-1 | Nacional    |
| Danubio              | 3-1 | Sud América |

| Peñarol   | 4-0 | Montevideo Wanderers |
| Nacional  | 3-1 | Rampla Juniors       |
| Defensor  | 2-2 | Cerro                |
| Liverpool | 4-2 | Danubio              |
| Racing    | 2-1 | Sud América          |

| Nacional       | 3-2 | Cerro                |
| Peñarol        | 4-1 | Racing               |
| Rampla Juniors | 0-0 | Montevideo Wanderers |
| Defensor       | 2-1 | Danubio              |
| Liverpool      | 3-2 | Sud América          |

| Peñarol   | 2-1 | Rampla Juniors       |
| Nacional  | 2-0 | Montevideo Wanderers |
| Cerro     | 3-3 | Sud América          |
| Liverpool | 2-1 | Defensor             |
| Danubio   | 1-0 | Racing               |

| Nacional       | 3-0 | Danubio              |
| Peñarol        | 4-2 | Defensor             |
| Liverpool      | 2-1 | Montevideo Wanderers |
| Cerro          | 5-1 | Racing               |
| Rampla Juniors | 1-1 | Sud América          |

| Peñarol  | 1-1 | Sud América          |
| Racing   | 0-0 | Montevideo Wanderers |
| Defensor | 2-2 | Rampla Juniors       |
| Danubio  | 1-0 | Cerro                |
| Nacional | 2-0 | Liverpool            |

| Nacional             | 4-1 | Defensor       |
| Peñarol              | 2-0 | Danubio        |
| Cerro                | 5-2 | Rampla Juniors |
| Racing               | 2-1 | Liverpool      |
| Montevideo Wanderers | 1-0 | Sud América    |

| Peñarol              | 3-1 | Liverpool      |
| Nacional             | 5-0 | Sud América    |
| Danubio              | 3-1 | Rampla Juniors |
| Defensor             | 2-0 | Racing         |
| Montevideo Wanderers | 2-2 | Cerro          |

| Cerro                | 2-1 | Peñarol        |
| Defensor             | 2-0 | Sud América    |
| Montevideo Wanderers | 2-0 | Danubio        |
| Liverpool            | 1-1 | Rampla Juniors |
| Nacional             | 5-1 | Racing         |

| Cerro                | 4-2 | Liverpool   |
| Rampla Juniors       | 3-1 | Racing      |
| Montevideo Wanderers | 1-1 | Defensor    |
| Peñarol              | 1-1 | Nacional    |
| Danubio              | 1-0 | Sud América |

| Peñarol   | 1-0 | Montevideo Wanderers |
| Nacional  | 2-2 | Rampla Juniors       |
| Cerro     | 4-3 | Defensor             |
| Liverpool | 1-1 | Danubio              |
| Racing    | 4-2 | Sud América          |